# Diego Almagro Junior
Diego Almagro Junior (Diego de Almagro II zwany również El Mozo, ur. 1514 w Panamie, zm. 16 września 1542) – Hiszpan, syn Diego de Almagro i Indianki z Panamy, organizator spisku na markiza Francisco Pizarra.
W 1541 roku Diego Almagro Junior stanął na czele spisku weteranów swojego ojca przeciwko Francisowi Pizarro. Grupa zwana również ludźmi z Chile, 26 czerwca 1541 roku zasztyletowała markiza oraz jego brata Martina de Alcantara. Po mordzie, grupa zwolenników Almagro zajęła Cuzco a on sam ogłosił się gubernatorem Peru. W tym samym czasie do kraju przybył Vaca de Castro, sędzia królewski. On sam również ogłosił się gubernatorem a wokół niego skupili się zwolennicy Pizarra oraz Sebastian de Belalcazar. 16 września 1542 obie armie o łącznej liczbie 1400 żołnierzy stoczyły bitwę pod górą Chupas. Bitwa pochłonęła 300 ofiar a armia Almagro została rozbita. Castro ściął 50 jeńców a pozostałych puścił wolno. Wśród zabitych był również Diego Almagro Junior. Rządy Castro trwały do przybycia wicekróla Peru Blasco Núñez Vela.